# Aminok

Ammónia

Az aminok olyan szerves vegyületek, melyek nitrogént tartalmaznak a funkciós csoportjukban. Az aminok formálisan az ammóniából származtathatók úgy, hogy az ammónia egy vagy több hidrogénatomját egy alkilcsoport (rövidítése: R) helyettesíti.

## Csoportosításuk
Amennyiben csak egy hidrogénatom van lecserélve a széntartalmú alkilcsoportra, akkor primer aminoknak, vagy egyszerűen csak aminoknak nevezik őket.
Természetesen a nitrogénhez kapcsolódó többi hidrogén is helyettesíthető a fentiek szerint. Ekkor a szekunder illetve tercier aminok elnevezés használandó. 

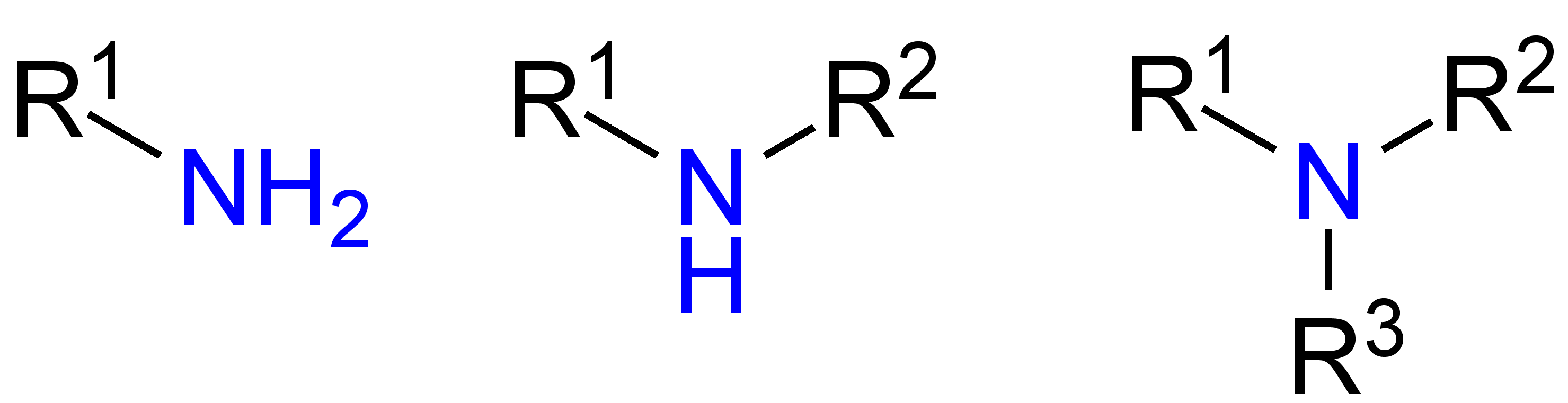
A primer, a szekunder és a tercier aminok általános szerkezeti képlete

Ezeket az aminokat sokszor amidoknak is nevezik, bár az elnevezés nem mindig pontos és következetes. Amidoknak elsősorban azon aminokat hívjuk, ahol a nitrogénhez karbonil funkciós csoport (C=O) kapcsolódik.
A széntartalmú csoport felől vizsgálva az aminok elnevezhetők azok tulajdonságai alapján is (pl.: aromás aminok). Aromás és nyílt szénláncot is tartalmazó amin például az amfetamin.
Az egy molekulában több aminocsoportot tartalmazó aminokat di-, tri-, tetraminoknak stb. hívják. (Az egy aminocsoportot tartalmazó molekulák természetesen a monoaminok.)
Az aminokkal rokon vegyületek a kvaterner ammóniumvegyületek, ezek szerkezete az ammóniumionból vezethető le, ha a hidrogénatomok más csoportokkal vannak helyettesítve.

A trietanolamin (TEA) is tercier amin
Az etiléndiamin az egyik legegyszerűbb diamin
Kvaterner ammóniumkation

## Fizikai tulajdonságaik
A kisebb szénatomszámú alkil-aminok gáz halmazállapotúak, szaguk általában az ammóniára emlékeztet. A nagyobb szénatomszámúak folyadékok vagy szilárd vegyületek. A kisebb szénatomszámúak – a primer aminok például 5 szénatomig – vízben jól, a nagyobbak rosszul oldódnak. Az etanol és a dietil-éter általában jól oldja az aminokat. Az aminok sói színtelen, szagtalan, kristályos vegyületek.

## Kémiai tulajdonságaik

### Bázisos jelleg
Az aminok nitrogénatomjának van egy szabad, nemkötő elektronpárja, így az ammóniához hasonlóan képesek protont megkötni, emiatt bázisos tulajdonságú vegyületek. Mivel képesek a víztől protont felvenni, az oldatukban a hidroxidionok kerülnek túlsúlyba, az oldat lúgos kémhatású lesz. A reakcióegyenlet (primer aminokra felírva):
{\displaystyle \mathrm {R{-}NH_{2}+H_{2}O\rightleftharpoons R{-}NH_{3}^{+}+OH^{-}} }
Az alifás aminok általában az ammóniánál erősebb bázisok, a disszociációállandójuk többnyire legalább egy nagyságrenddel nagyobb. Ez a nitrogénatomhoz kapcsolódó alkilcsoportok elektronküldő hatásával magyarázható. Az adott alkilcsoportot tartalmazó aminok közül a szekunder aminok erősebb bázisok, mint a primer és a tercier aminok.
Az aminok savakkal sókat képeznek. Mivel gyenge bázisok, a sóik vizes oldatban hidrolizálnak. Erős savakkal alkotott sóik oldata savas kémhatású. A sókból az aminok erősebb bázisokkal felszabadíthatók. Például:
{\displaystyle \mathrm {[CH_{3}{-}NH_{3}]^{+}Cl^{-}+NaOH\rightarrow CH_{3}{-}NH_{2}+H_{2}O+NaCl} }

### Acilezés
A primer és a szekunder aminok acilezhetők. Ez azt jelenti, hogy valamelyik nitrogénatomhoz kapcsolódó hidrogén helyére savgyök építhető be, savamidok keletkeznek. A karbonsavak amidjaiban a karbonilcsoporthoz kapcsolódó nitrogénatom már nem bázisos jellegű. Amidok állíthatók elő például savkloridokból (ahol az acilcsoport klóratomhoz kapcsolódik).
{\displaystyle \mathrm {R{-}NH_{2}+Ac{-}Cl{\xrightarrow {-HCl}}R{-}NH{-}Ac} }
Hasonló reakció játszódik le karbonsavanhidridek és karbonsavészterek hatására is. Az amidok jól kristályosítható vegyületek, az aminok identifikálására használhatók. Az acilezés felhasználható az aminok átmeneti megvédésére.

### Reakció salétromossavval
A primer, a szekunder és a tercier aminok salétromossavval (HNO2) szemben eltérően viselkednek, így megkülönböztethetők egymástól. A primer, alifás aminok és a salétromossav reakciójában átmenetileg egy instabil diazóniumvegyület keletkezik, amely nitrogénre és alkoholokra bomlik, de keletkeznek más vegyületek (például alkének) is. A fejlődő nitrogéngáz térfogatát mérve a reakció felhasználható a primer, alifás aminok térfogatos meghatározására (van Slyke-féle aminonitrogén-meghatározás).
Az aromás, primer aminokból (ahol az aminocsoport közvetlenül az aromás gyűrűhöz kapcsolódik) salétromossav (és sósav) hatására keletkező diazóniumion azonban stabilabb, alacsony hőmérsékleten (0 °C) nem bomlik el. Ez a reakció a diazotálás. A reakcióban keletkező diazóniumsók fenolok vagy aromás aminok hatására azovegyületekké alakulnak. Számos azovegyületet szerves festékként alkalmaznak (azofestékek).
A szekunder aminokból salétromossav hatására nitrózaminok keletkeznek, a tercier aminok nem reagálnak salétromossavval.

## Biogén aminok
Biogén aminok az aminosavak dekarboxileződése során jönnek létre. Néhányuk a szervezetben ingerületátvivő anyagként működik (szerotonin, hisztamin). A biogén aminok az élelmiszerek természetes alkotói, fontos szerepük van az ételek ízvilágának kialakításában. Bizonyos biogén aminok túlzott bevitele allergiához hasonló tüneteket okozhat.
- tiramin - sajtok, bor
- triptamin - hallucinogén
- hisztamin - sajtok, borok, pezsgők, sörök, savanyúságok, halak, paradicsom, paprika, spenót, olajos magvak
- kadaverin - lizinből képződik rothadáskor, büdös, toxikus
- putreszcin - argininből keletkezik rothadáskor, büdös, toxikus
- α-alanin
- β-alanin
- szerotonin - banán, dió, paradicsom